# Білабартран
Білабартра́н (кат. Vilabertran) — муніципалітет, розташований в Автономній області Каталонія, в Іспанії. Знаходиться у районі (кумарці) Алт Ампурда провінції Жирона, згідно з новою адміністративною реформою перебуватиме у складі Баґарії (округи) Жирона.

## Назва муніципалітету
Назва муніципалітету походить від латинського «villa Bertrandi», «обійстя Бертранда» (Бертран — особове ім'я германського походження).

## Населення
Населення міста (у 2007 р.) становить 844 особи (з них менше 14 років — 13,7 %, від 15 до 64 — 65,4 %, понад 65 років — 20,9 %). У 2006 р. народжуваність склала 13 осіб, смертність — 10 осіб, зареєстровано 4 шлюби. У 2001 р. активне населення становило 355 осіб, з них безробітних — 16 осіб.

Серед осіб, які проживали на території міста у 2001 р., 663 народилися в Каталонії (з них 564 особи у тому самому районі, або кумарці), 92 особи приїхали з інших областей Іспанії, а 28 осіб приїхало з-за кордону. 

Університетську освіту має 8,6 % усього населення. 

У 2001 р. нараховувалося 281 домогосподарство (з них 23,5 % складалися з однієї особи, 26 % з двох осіб,19,6 % з 3 осіб, 17,1 % з 4 осіб, 8,5 % з 5 осіб, 4,6 % з 6 осіб, 0,4 % з 7 осіб, 0 % з 8 осіб і 0,4 % з 9 і більше осіб).

Активне населення міста у 2001 р. працювало у таких сферах діяльності: у сільському господарстві — 10,9 %, у промисловості — 18 %, на будівництві — 12,4 % і у сфері обслуговування — 58,7 %. 

 У муніципалітеті або у власному районі (кумарці) працює 159 осіб, поза районом — 226 осіб.

### Безробіття
У 2007 р. нараховувалося 32 безробітних (у 2006 р. — 30 безробітних), з них чоловіки становили 40,6 %, а жінки — 59,4 %.

## Економіка

### Підприємства міста

#### Промислові підприємства
| \| Промислові підприємства міста, за сферою діяльності \| Промислові підприємства міста, за сферою діяльності \| Промислові підприємства міста, за сферою діяльності \| \| Рік \| 2002 р. \| 2001 р. \| \| --------------------------------------------------- \| --------------------------------------------------- \| --------------------------------------------------- \| \| Енергетичні та водні ресурси \| 0 % \| 0 % \| \| Хімія та метали \| 0 % \| 0 % \| \| Переробка металів \| 37,5 % \| 33,3 % \| \| Продукти харчування \| 12,5 % \| 11,1 % \| \| Текстиль \| 0 % \| 0 % \| \| Виробництво меблів, видання \| 50 % \| 55,6 % \| \| Інше \| 0 % \| 0 % \| \| Усього підприємств \| 8 \| 9 \| |         |         |
| Промислові підприємства міста, за сферою діяльності |         |         |
| Рік | 2002 р. | 2001 р. |
| Енергетичні та водні ресурси | 0 %     | 0 %     |
| Хімія та метали | 0 %     | 0 %     |
| Переробка металів | 37,5 %  | 33,3 %  |
| Продукти харчування | 12,5 %  | 11,1 %  |
| Текстиль | 0 %     | 0 %     |
| Виробництво меблів, видання | 50 %    | 55,6 %  |
| Інше | 0 %     | 0 %     |
| Усього підприємств | 8       | 9       |

#### Роздрібна торгівля
| \| Підприємства роздрібної торгівлі міста, за сферою діяльності \| Підприємства роздрібної торгівлі міста, за сферою діяльності \| Підприємства роздрібної торгівлі міста, за сферою діяльності \| \| Рік \| 2002 р. \| 2001 р. \| \| ------------------------------------------------------------ \| ------------------------------------------------------------ \| ------------------------------------------------------------ \| \| Продукти харчування \| 36,4 % \| 41,7 % \| \| Одяг та взуття \| 9,1 % \| 8,3 % \| \| Товари для дому \| 18,2 % \| 16,7 % \| \| Книги та періодичні видання \| 0 % \| 0 % \| \| Промислова хімічна продукція \| 18,2 % \| 16,7 % \| \| Продукція, пов'язана з транспортними засобами \| 9,1 % \| 8,3 % \| \| Інше \| 9,1 % \| 8,3 % \| \| Усього підприємств \| 11 \| 12 \| |         |         |
| Підприємства роздрібної торгівлі міста, за сферою діяльності |         |         |
| Рік | 2002 р. | 2001 р. |
| Продукти харчування | 36,4 %  | 41,7 %  |
| Одяг та взуття | 9,1 %   | 8,3 %   |
| Товари для дому | 18,2 %  | 16,7 %  |
| Книги та періодичні видання | 0 %     | 0 %     |
| Промислова хімічна продукція | 18,2 %  | 16,7 %  |
| Продукція, пов'язана з транспортними засобами | 9,1 %   | 8,3 %   |
| Інше | 9,1 %   | 8,3 %   |
| Усього підприємств | 11      | 12      |

#### Сфера послуг
| \| Підприємства міста, що працюють у сфері послуг, за діяльністю \| Підприємства міста, що працюють у сфері послуг, за діяльністю \| Підприємства міста, що працюють у сфері послуг, за діяльністю \| \| Рік \| 2002 р. \| 2001 р. \| \| ------------------------------------------------------------- \| ------------------------------------------------------------- \| ------------------------------------------------------------- \| \| Гуртова торгівля \| 26,1 % \| 20,8 % \| \| Готелі та готельний бізнес \| 4,3 % \| 8,3 % \| \| Транспорт та зв'язок \| 17,4 % \| 16,7 % \| \| Посередницькі фінансові послуги \| 8,7 % \| 12,5 % \| \| Послуги підприємствам \| 0 % \| 0 % \| \| Послуги фізичним особам \| 30,4 % \| 29,2 % \| \| Нерухомість та ін. \| 13 % \| 12,5 % \| \| Усього підприємств \| 23 \| 24 \| |         |         |
| Підприємства міста, що працюють у сфері послуг, за діяльністю |         |         |
| Рік | 2002 р. | 2001 р. |
| Гуртова торгівля | 26,1 %  | 20,8 %  |
| Готелі та готельний бізнес | 4,3 %   | 8,3 %   |
| Транспорт та зв'язок | 17,4 %  | 16,7 %  |
| Посередницькі фінансові послуги | 8,7 %   | 12,5 %  |
| Послуги підприємствам | 0 %     | 0 %     |
| Послуги фізичним особам | 30,4 %  | 29,2 %  |
| Нерухомість та ін. | 13 %    | 12,5 %  |
| Усього підприємств | 23      | 24      |

## Житловий фонд
У 2001 р. 2,5 % усіх родин (домогосподарств) мали житло метражем до 59 м², 17,8 % — від 60 до 89 м², 53 % — від 90 до 119 м² і
26,7 % — понад 120 м².

З усіх будівель у 2001 р. 73,1 % було одноповерховими, 25,1 % — двоповерховими, 1,8 % — триповерховими, 0 % — чотириповерховими, 0 % — п'ятиповерховими, 0 % — шестиповерховими,
0 % — семиповерховими, 0 % — з вісьмома та більше поверхами.

## Автопарк
| \| Автомобілі, зареєстровані у місті, за призначенням \| Автомобілі, зареєстровані у місті, за призначенням \| Автомобілі, зареєстровані у місті, за призначенням \| \| Рік \| 2006 р. \| 2005 р. \| \| -------------------------------------------------- \| -------------------------------------------------- \| -------------------------------------------------- \| \| Приватні автомобілі \| 59,6 % \| 61,2 % \| \| Мотоцикли \| 11,4 % \| 9,8 % \| \| Вантажівки \| 24 % \| 24,2 % \| \| Трактори \| 0,8 % \| 0,9 % \| \| Автобуси та ін. \| 4,3 % \| 3,9 % \| \| Усього автомобілів \| 775 шт. \| 766 шт. \| |         |         |
| Автомобілі, зареєстровані у місті, за призначенням |         |         |
| Рік | 2006 р. | 2005 р. |
| Приватні автомобілі | 59,6 %  | 61,2 %  |
| Мотоцикли | 11,4 %  | 9,8 %   |
| Вантажівки | 24 %    | 24,2 %  |
| Трактори | 0,8 %   | 0,9 %   |
| Автобуси та ін. | 4,3 %   | 3,9 %   |
| Усього автомобілів | 775 шт. | 766 шт. |

## Вживання каталанської мови
У 2001 р. каталанську мову у місті розуміли 97,7 % усього населення (у 1996 р. — 97,3 %), вміли говорити нею 90,5 % (у 1996 р. — 90,4 %), вміли читати 88,2 % (у 1996 р. — 89 %), вміли писати 50,7 % (у 1996 р. — 21,6 %). Не розуміли каталанської мови 2,3 %.

## Політичні уподобання
У виборах до Парламенту Каталонії у 2006 р. взяло участь 395 осіб (у 2003 р. — 470 осіб). Голоси за політичні сили розподілилися таким чином:
| \| Вибори до Парламенту Каталонії \| Вибори до Парламенту Каталонії \| Вибори до Парламенту Каталонії \| \| Рік \| 2006 р. \| 2003 р. \| \| -------------------------------------- \| ------------------------------ \| ------------------------------ \| \| Конвергенція та Єднання (CiU) \| 50,1 % \| 52,1 % \| \| Соціалістична партія Каталонії (PSC) \| 13,4 % \| 9,8 % \| \| Народна партія (PP) \| 6,3 % \| 7,9 % \| \| Ініціатива за зелену Каталонію (IC) \| 5,8 % \| 5,1 % \| \| Республіканська лівиця Каталонії (ERC) \| 22 % \| 24,3 % \| \| Громадянська партія (C's) \| 1 % \| 0 % \| \| Інші \| 1,3 % \| 0,9 % \| |         |         |
| Вибори до Парламенту Каталонії |         |         |
| Рік | 2006 р. | 2003 р. |
| Конвергенція та Єднання (CiU) | 50,1 %  | 52,1 %  |
| Соціалістична партія Каталонії (PSC) | 13,4 %  | 9,8 %   |
| Народна партія (PP) | 6,3 %   | 7,9 %   |
| Ініціатива за зелену Каталонію (IC) | 5,8 %   | 5,1 %   |
| Республіканська лівиця Каталонії (ERC) | 22 %    | 24,3 %  |
| Громадянська партія (C's) | 1 %     | 0 %     |
| Інші | 1,3 %   | 0,9 %   |

У муніципальних виборах у 2007 р. взяло участь 372 особи (у 2003 р. — 469 осіб). Голоси за політичні сили розподілилися таким чином:
| \| Муніципальні вибори \| Муніципальні вибори \| Муніципальні вибори \| \| Рік \| 2007 р. \| 2003 р. \| \| -------------------------------------- \| ------------------- \| ------------------- \| \| Конвергенція та Єднання (CiU) \| 0 % \| 48,4 % \| \| Соціалістична партія Каталонії (PSC) \| 21,8 % \| 12,8 % \| \| Народна партія (PP) \| 0 % \| 7,9 % \| \| Ініціатива за зелену Каталонію (IC) \| 0 % \| 0 % \| \| Республіканська лівиця Каталонії (ERC) \| 78,2 % \| 30,9 % \| \| Громадянська партія (C's) \| 0 % \| 0 % \| \| Інші \| 0 % \| 0 % \| |         |         |
| Муніципальні вибори |         |         |
| Рік | 2007 р. | 2003 р. |
| Конвергенція та Єднання (CiU) | 0 %     | 48,4 %  |
| Соціалістична партія Каталонії (PSC) | 21,8 %  | 12,8 %  |
| Народна партія (PP) | 0 %     | 7,9 %   |
| Ініціатива за зелену Каталонію (IC) | 0 %     | 0 %     |
| Республіканська лівиця Каталонії (ERC) | 78,2 %  | 30,9 %  |
| Громадянська партія (C's) | 0 %     | 0 %     |
| Інші | 0 %     | 0 %     |